# Les Contes du chat perché (série, 1994)
Pour l’article homonyme, voir Les Contes du chat perché.
Les Contes du chat perché est une série télévisée française tirée des Contes du chat perché de Marcel Aymé en 15 épisodes d'environ 20 minutes. Elle est diffusée initialement sur Canal+ à partir du 26 décembre 1994 dans l'émission Canaille Peluche.
Il s'agit de la seconde adaptation à l'écran de l'ouvrage de Marcel Aymé, une série avec des marionnettes ayant été diffusée à partir de fin décembre 1968 en 13 épisodes et réalisée par Arlen Papazian.

## Synopsis
Les épisodes retranscrivent fidèlement 15 des 17 histoires des Contes du chat perché de Marcel Aymé. Ces histoires mettent en scène Delphine et Marinette, deux filles de fermiers et sont contés par le chat qui se retrouve souvent spectateur des aventures des deux filles. Les dialogues sont rarement différents de ceux des livres et les détails (hormis la couleur des cheveux de Delphine et Marinette sur lequel il y a débat) sont retranscrits à la perfection.